# It's Not Just You, Murray!
It's Not Just You, Murray! (1964) é um curta-metragem dirigido por Martin Scorsese. Foi lançado em 1992 no Turin Film Festival.